# Johann Georg Hagen
Johann Georg Hagen (Bregenz, 6 marzo 1846 – Roma, 6 settembre 1930) è stato un astronomo e gesuita olandese naturalizzato statunitense.

## Biografia
Figlio di un insegnante di scuola, nacque a Bregenz nel 1847 e nel 1863 entrò nella Compagnia di Gesù a Gorheim, in Germania. Studiò alla scuola gesuita Stella Matutina di Feldkirch e poi matematica e astronomia all'Università di Bonn e all'Università di Münster. Durante la guerra franco-prussiana si unì al personale sanitario, ma la febbre tifoidea rese minimo il suo coinvolgimento. Il 4 luglio 1872 dovette lasciare la Germania quando Otto von Bismarck ordinò l'espulsione dei gesuiti dall'Impero. Hagen si recò quindi in Inghilterra, dove fu ordinato sacerdote.
Nel giugno 1880 emigrò negli Stati Uniti, dove iniziò ad insegnare al Collegio del Sacro Cuore di Prairie du Chien e coltivò l'interesse per l'astronomia. Nel 1888 fu nominato direttore dell'Osservatorio dell'Università di Georgetown; in questo periodo contribuì alla scrittura della Catholic Encyclopedia, scrivendo diverse voci su argomenti scientifici. L'identità Rothe-Hagen (discussa nel suo Synopsis of Higher Mathematics del 1901) prende il nome da lui. Nel 1902 battezzò Maria Elisabeth Hesselblad, di cui fu direttore spirituale.
Nel 1906 Pio X lo nominò direttore della Specola Vaticana, che Hagen diresse fino alla morte nel 1930. Il cratere lunare Hagen è stato battezzato così in suo onore.

## Opere (parziale)
- Atlas Stellarum Variabilium, Berlino, Felix L. Dames. 1890-1908.
- Index operum Leonardi Euleri, Berlino, Felix L. Dames. 1896
- La rotation de la terre, ses preuves mécaniques anciennes et nouvelles. Roma, Tipografia Vaticana. 1911